# Çayırözü, Merzifon
Çayırözü là một xã thuộc huyện Merzifon, tỉnh Amasya, Thổ Nhĩ Kỳ. Dân số thời điểm năm 2010 là 156 người.